# Christián Jaroš
Christián Jaroš, född 2 april 1996 i Košice, är en slovakisk professionell ishockeyspelare som spelar för NHL-organisationen New Jersey Devils.
Han har tidigare spelat på NHL-nivå för San Jose Sharks och Ottawa Senators.

## Karriär
Jaroš valdes av Ottawa Senators i femte omgången som 139:e spelare totalt, i NHL Entry Draft 2015. 
Han har även spelat för Slovakiens landslag i junior-VM 2015 och 2016. I det förstnämnda mästerskapet vann Slovakien brons, och i det sistnämnda var Jaroš själv lagkapten.

## Klubbar
- Luleå HF 2013–2017
  -  Asplöven HC 2015–2016 (lån)
- Ottawa Senators 2017–2021
- San Jose Sharks 2021
- New Jersey Devils 2021–

## Meriter
- Mästare i Champions Hockey League 2014/2015
- Brons i junior-VM 2015

## Privatliv
Christián Jaroš är kusin till ishockeybacken Erik Černák som spelar för Tampa Bay Lightning i NHL.